# Amazona auropalliata
Amazona auropalliata — птах родини папугових, інколи розглядають як підвид амазона тринідадського (Amazona ochrocephala).

## Зовнішній вигляд
Довжина тіла 39 см. Основне забарвлення зелене. Голова зелено-блакитнуватого кольору з більшою жовтою плямою на потилиці й шиї. У нижній частині махового пір'я є маленька червона пляма. Навколо очей є вузька біла зона. Дзьоб темно-коричневий. Райдужка темна.

## Підвиди
Розрізняють три підвиди:
- Amazona auropalliata auropalliata, (Lesson, 1842) — Південна Мексика до північно-західної Коста-Рики.
- Amazona auropalliata parvipes, Lousada, 1989 — Москітовий берег у східному Гондурасі та північно-східній Нікарагуа.
- Amazona auropalliata caribaea, B. L. Monroe Jr & T. R. Howell, 1966 — Острови Бей, Гондурас.

## Розповсюдження
Живуть від південно-західної частини Мексики до Коста-Рики.

## Розмноження
Самка відкладає від 2 до 4 яєць. Через 7 тижнів з'являються пташенята, а через 2-2,5 місяця вони залишають гніздо.

## Утримання
З амазонів це самий здатний до розмовної мови папуга. Дуже прихилистий до людині, досить швидко стає ручним.